# Rock’s Backpages
Rock’s Backpages — веб-сайт, онлайн библиотека, содержащая материалы музыкальной прессы начиная с 1950 года по сегодняшний день. Ресурс был основан в 2000 году британским журналистом Барни Хоскинсом (Barney Hoskyns). По состоянию на январь 2008 года база данных содержит свыше 12 000 статей (интервью, характеристики, отзывы и т.п.) и охватывает широкий круг исполнителей популярной музыки (в том числе блюза и соула).
Доступ платный, однако часть материалов находится в свободном доступе (необходима регистрация).
База данных включает статьи из журналов Creem, Rolling Stone, New Musical Express, Melody Maker, Crawdaddy!, Mojo и других, содержит статьи более чем 300 журналистов, главным образом из Соединённых Штатов и Великобритании, в том числе Дэйв Марш (Dave Marsh), Ник Кент (Nick Kent), Чарльз Шаар Мюррей (Charles Shaar Murray), Ник Тосчез (Nick Tosches), Мик Фаррен (Mick Farren) и Иэн Макдональд (Ian MacDonald). Все материалы в базе данных представлены при полном согласии и с разрешения владельцев авторских прав.